# Kunsthaus Schaller
Das Kunsthaus Schaller war eine Stuttgarter Kunsthandlung. Es vertrieb und vertrat schwerpunktmäßig Künstler der Klassischen Moderne und lokale Künstler. Das Kunsthaus führte auch Ausstellungen durch.

## Geschichte
Ludwig Schaller, Inhaber eines Papierwarengeschäftes, gründete 1860 das Kunsthaus Schaller, in dem er aus dem bestehenden Geschäft heraus auch Landschaftsfotografien anbot. Nach seinem Tod übernahmen seine Söhne Max und Emil Schaller den Familienbetrieb und ließen ihn als OHG ins Handelsregister eintragen. Ludwig Schallers Tochter Marie richtete ab 1890 eine eigene Kunstabteilung in dem Familienbetrieb ein. 1913 ließ der Kunsthistoriker Hans Otto Schaller einen Erweiterungsbau für Ausstellungen errichten.
Walter Zluhan, ein  Schwiegersohn von Emil Schaller, übernahm 1924 die Geschäftsführung der Kunsthandlung. Er förderte in Württemberg Künstler wie Willi Baumeister, Ernst Barlach, Otto Dix, Karl Hofer und Oskar Schlemmer und gewann damit ein hohes Renommé. Dieses Engagement wurde 1933 jäh durch die Nationalsozialisten beendet.
Das Kunsthaus Schaller residierte von 1860 bis 1944 in Stuttgart in der Marienstraße 14. 1944 wurde das Gebäude, in dem die Firma ansässig war, vollkommen zerstört. Entsprechend erfolgte noch 1944 Neubau und Umzug in die Marienstraße 3. Nach dem Tod von Walther Zluhan übernahm 1969 Ulrike Barth die Geschäftsführung. 1973 erfolgte die Zusammenlegung mit der Buchhandlung und dem Antiquariat J.F. Steinkopf. 1999 musste die Schaller KG Konkurs anmelden. Die Kunsthandlung stellte ihren Geschäftsbetrieb ein, das Geschäftshaus in der Marienstraße wurde veräußert.
Weitere wichtige Künstlerinnen und Künstler für das Kunsthaus Schaller waren: Anna Fehrle,
Karl Goll, Brigitte Wilhelm, Walter Strich-Chapell, Paula von Waechter u. a.

## Beteiligte Personen
- Ludwig Schaller (1824–1871), Gründer und Leiter von 1860 bis 1871
- Max und Emil Schaller (1857–1921), Geschäftsführer als gleichberechtigte Partner ab 1880
- Marie Schaller, Mitarbeiterin
- Hans Otto Schaller (?–1917), Mitarbeiter
- Käte Schaller-Härlin
- Max Theodor Schaller, Geschäftsführer von 1921 bis 1924
- Walther Zluhan (1885–1969), Geschäftsführer von 1924/25 bis 1969
- Ulrike Barth (geb. 1939), Geschäftsführerin von 1969 bis 1999